# Sofía Magdalena de Dinamarca
Sofía Magdalena de Dinamarca (en danés, Sophie Magdalene af Danmark; Copenhague, 3 de julio de 1746-Estocolmo, 21 de agosto de 1813) fue reina consorte de Suecia desde 1771 hasta 1792, como esposa del rey Gustavo III. Era hija de los reyes Federico V de Dinamarca  y Luisa.

## Biografía
Desde los cuatro años de edad, Sofía Magdalena se comprometió con el príncipe heredero Gustavo de Suecia, en un pacto de amistad entre Suecia y Dinamarca. El compromiso fue obra de las negociaciones del partido de los sombreros, dominante en el parlamento sueco. Los reyes de Suecia, padres del príncipe se opusieron al matrimonio, debido en parte a la enemistad que la familia de Adolfo Federico de Suecia tenía hacia la Casa de Oldemburgo, reinante en Dinamarca. Sin embargo, la debilidad de la monarquía sueca de ese tiempo hizo imposible que el compromiso se anulara, sobre todo cuando el príncipe dio su venia en 1766.
La boda se celebró en el castillo de Christiansborg en Copenhague, el 1 de octubre de 1766, y posteriormente en Estocolmo el 4 de noviembre del mismo año.
El matrimonio no fue feliz, en parte a la incompatibilidad de caracteres, pero también debido a la intromisión de la reina Luisa Ulrica. Mientras que Gustavo llevaba intensas actividades políticas, Sofía Magdalena era retraída, tímida y seria; mostraba interés hacia la cultura, arte y literatura de la época, y nunca se habituó a la corte de Estocolmo. La relación del matrimonio fue más bien fría y distante. 
Su marido accedió al trono en 1771 y Sofía Magdalena fue coronada reina el 29 de mayo de 1772.
A partir de 1775, el conde Adolf Fredrik Munck af Fulkila, amigo de la pareja real, aparentemente propició un acercamiento entre los reyes. En esas circunstancias nació el príncipe heredero, Gustavo Adolfo, el 1 de noviembre de 1778, y en 1782 Carlos Gustavo. El matrimonio entonces fue presa del escándalo, pues hubo rumores -supuestamente despertados por la reina madre Luisa Ulrica- que apuntaban a que los príncipes eran en realidad hijos de Munck. Por el país se propagó el rumor de que el rey era homosexual, de ahí su supuesta aversión hacia su esposa.
Tras la muerte de Carlos Gustavo en 1783, el matrimonio se alejó definitivamente. Viuda en 1792 tras el asesinato de Gustavo III, Sofía Magdalena se dedicó a una vida de retiro y tranquilidad. Participó en algunas actividades políticas menores durante el reinado de su hijo, Gustavo IV Adolfo. En 1809, sirvió de testigo de la abdicación de su hijo, Gustavo Adolfo. Durante el reinado de su cuñado Carlos XIII, se retiró al palacio de Ulriksdal, en las cercanías de Estocolmo; allí fallecería el 28 de agosto de 1813.

## Galería

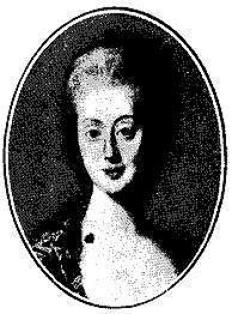
Sofía Magdalena de Dinamarca, reina de Suecia, por Alexander Roslin (1774).
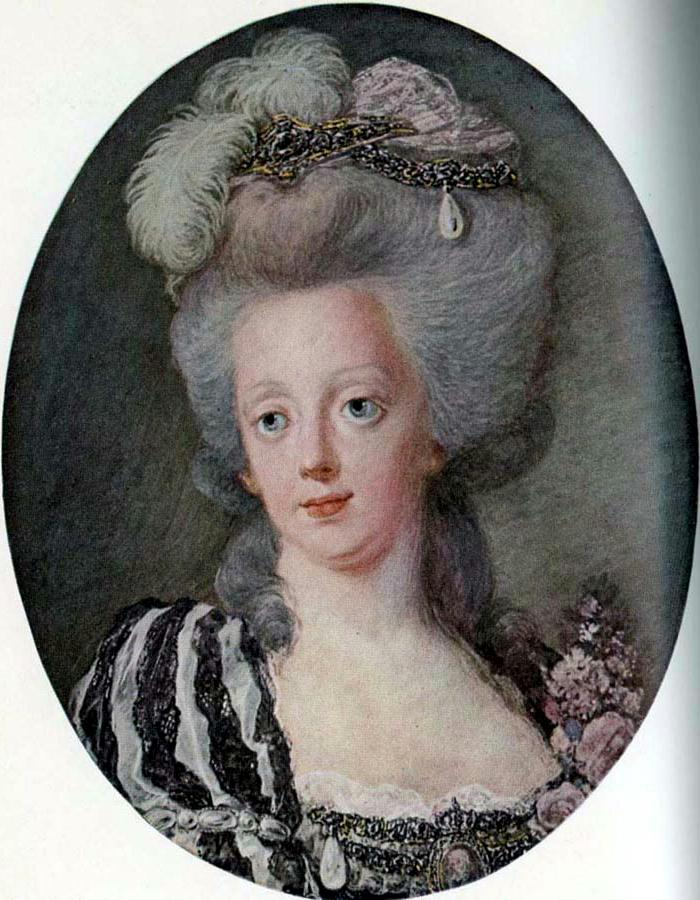
Sofía Magdalena en un retrato Niclas Lafrensen (hacia 1792).
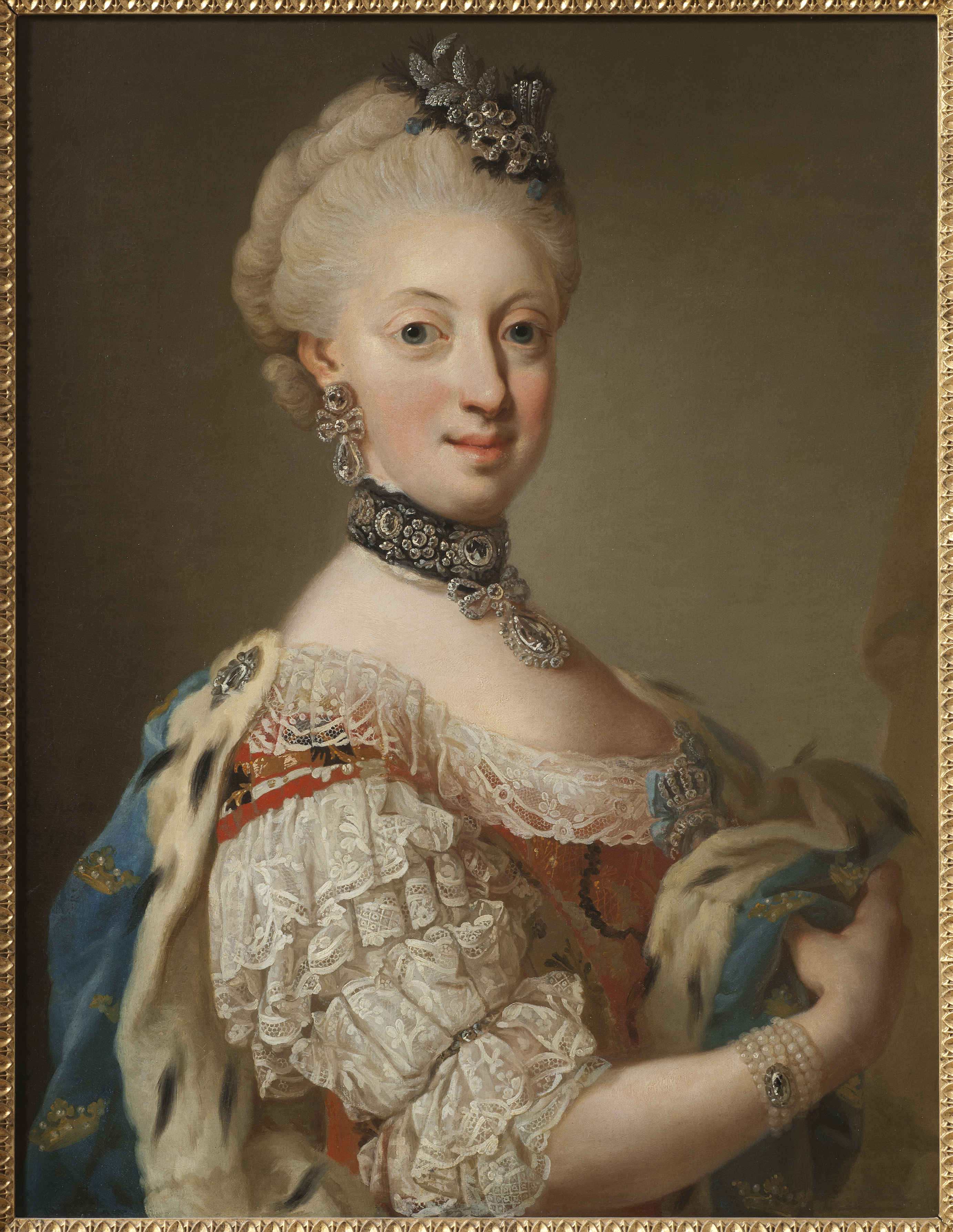
Sofia Magdalena de Dinamarca, reina de Suecia, atribuido a Lorens Pasch el Joven (1768).
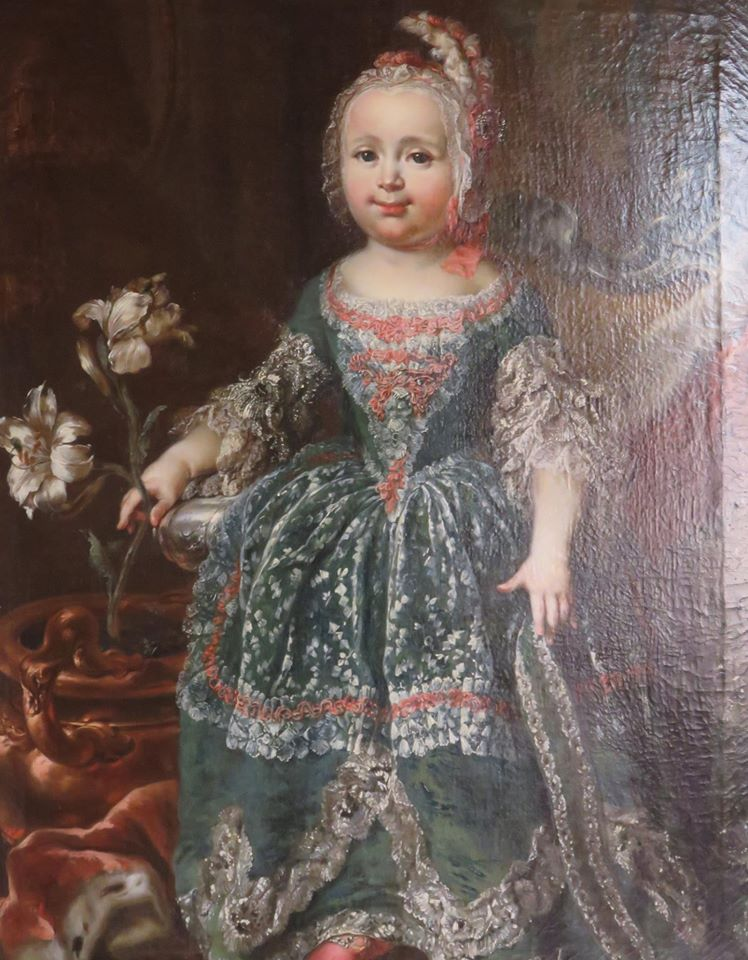
Sofia Magdalena de niña (1750).